# ИМИ Галил
Галил (хебр. ‏גליל‏) је израелска аутоматска пушка калибра 5.56x45mm коју су конструисали Јисраел Галил и Јаков Лиор.
Пушка Галил је настала на бази пушке АК-47 и комбинацијом различитих решења са пушке ФН ФАЛ и Rk 62.
Јужноафричка Република је производила своју верзију познату као R-4.

## Развој
Израелска војска је од 1950-их користила пушке ФН ФАЛ које су биле изузетне али током Шестодневног рата су показале неке недостатке иако су Израелци однели убедљиву победу. Наиме, Израелски начин ратовања је био блицкриг који се ослањао на употребу механизованих јединица, а за које је пушка ФН ФАЛ била предугачка, такође, пушке ФАЛ су повремено заглављивале због крупног песка и прашине у пустињским условима Блиског истока. Израелски војници су такође користили и аутомат Узи. Израелци су током рата заробили на хиљаде пушака АК-47 које су се пак показале као изузетно издржљиве у свим временским условима, имале мањи трзај и биле лакше за одржавање. Израел је тражио пушку која ће бити једноставна и поуздана као АК-47 и прецизна попут ФН ФАЛ и М-16, тако су партнери из САД понудили М-16 и Стонер 63 док је Хеклер и Кох понудио пушку ХК33, такође је разматран и АК-47 али је одбијен јер долази из Совјетског Савеза. Нову пушку је понудио и Узиел Гал, конструктор легендарног Узија али је његова нова пушка одбијена јер се показала као непоуздана и превише компликована. Свој дизајн је представио и Јисраел Галил. Његова пушка се базирала на АК-47 и Rk 62 које користе муницију 7.62x39mm док је Јисраел за ссвоју пушку изабрао амерички метак 5.56x45mm који је прецизнији и смртоноснији. Галилова пушка је победила на тестирањима и већ 1972. се уводи у наоружање Израелске војске као замена за пушку ФН ФАЛ.